# Alvega
Alvega fue una freguesia portuguesa del municipio de Abrantes, en el distrito de Santarém, con 56,44 km² de área y 1499 habitantes (2011).  Su densidad de población era de 26,56 hab/km².  Durante la reforma administrativa nacional de 2013, fue fusionada con la freguesia de Concavada para dar lugar a una nueva, Alvega e Concavada.

## Geografía
Alvega está situada en el extremo oriental del concelho de Abrantes,  a unos 17 km de su capital, limitando con los de Mação al norte, Gavião al este y Ponte de Sor al sur, y está atravesada por el Tajo. Forman parte de la freguesia las localidades o núcleos de población de Alvega, Areia de Cima, Areia de Baixo, Casa Branca, Casal Ventoso, Lampreia, Monte Galego, Portelas y Tubaral.

## Historia
La freguesia de Alvega quedó extinguida en el marco de la reforma administrativa de 2013, siendo agregada a la de Concavada, para formar una nueva, denominada Alvega e Concavada, con sede en la primera.

## Patrimonio
En el patrimonio histórico-artístico de la antigua freguesia destaca el sistema de irrigación de los campos agrícolas. Asimismo la iglesia de San Pedro, la capilla de Casa Branca y el Solar de Alvela o Quinta de San Antonio, una casa señorial y cortijo agrícola mandado construir en el siglo XVII por el conde Caldeira de Mendanha y transformada a fines del siglo XX en un establecimiento de turismo.